# Soestduinen
Soestduinen is een plaats in de gemeente Soest in de Nederlandse provincie Utrecht. Soestduinen is gelegen tussen de twee delen van zandverstuiving de Soester Duinen: de "Lange Duinen" en de "Korte Duinen".
De bebouwing van Soestduinen bestaat voornamelijk uit villa's. Het station van Soestduinen - aan de spoorlijn tussen Utrecht en Amersfoort - is in 1998 gesloten. Langs de spoorlijn lagen een klein industrieterrein van de firma Kodak en het Jessurunkamp, een militair depot. Beide terreinen zijn in de jaren 2008-2009 gerenatureerd.
Soestduinen is momenteel een van de rijkste stukjes Nederland; het staat op de 34e plaats in de lijst van de rijkste wijken van Nederland.

## Natuurbad
In de wijde omgeving stond Soestduinen bekend om het Soester Natuurbad, een fraai gelegen openluchtzwembad aan de Van Weerden Poelmanweg. Het bad werd in 1933 aangelegd in het kader van de werkverschaffing en in 1961 grondig vernieuwd. In 1990 werd het terrein door de gemeente Soest verkocht aan een projectontwikkelaar die er een golfbaan, een hotel (momenteel het Hilton Royal Park) en enkele appartementengebouwen liet verrijzen.

## Sport en recreatie
Deze plaats is gelegen aan de Europese wandelroute E11, ter plaatse ook wel Marskramerpad geheten. De route komt vanaf Hollandsche Rading via de Soester Duinen en vervolgt via het bos Birkhoven naar Amersfoort.